# Németország vasúttársaságainak listája

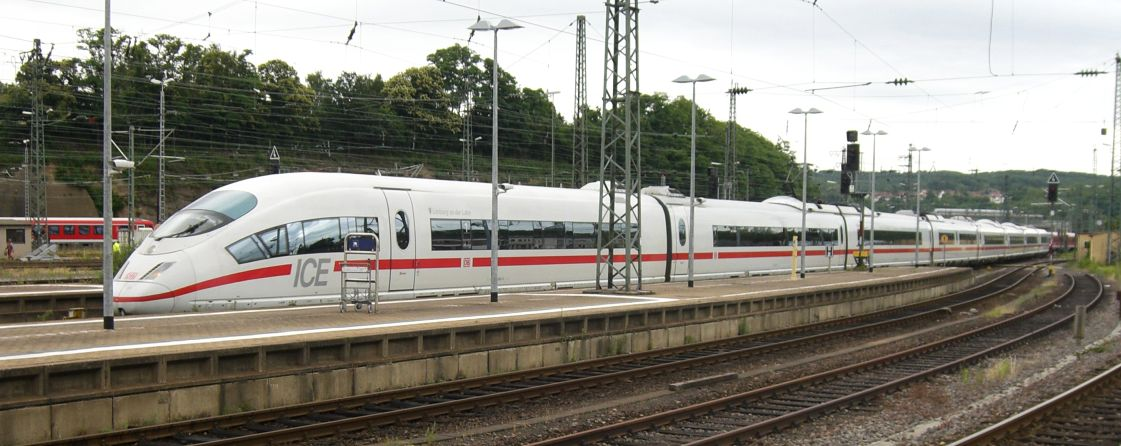
A DB AG egyik ICE motorvonata Saarbrücken állomáson

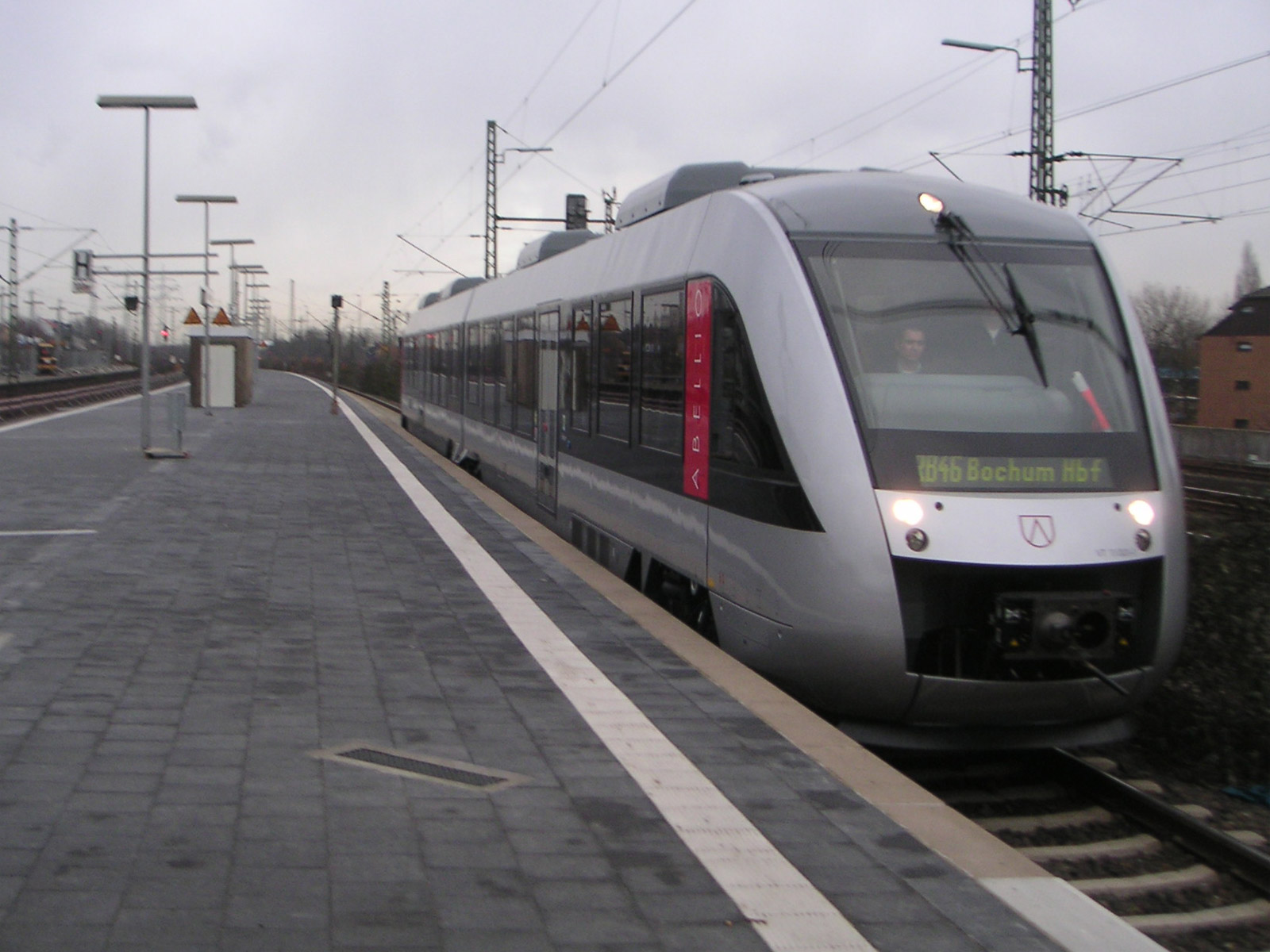
Az ABELLIO LINT 41/H-ja az Gelsenkirchen–Bochum viszonylatú RB 46 - Nokia Bahnon

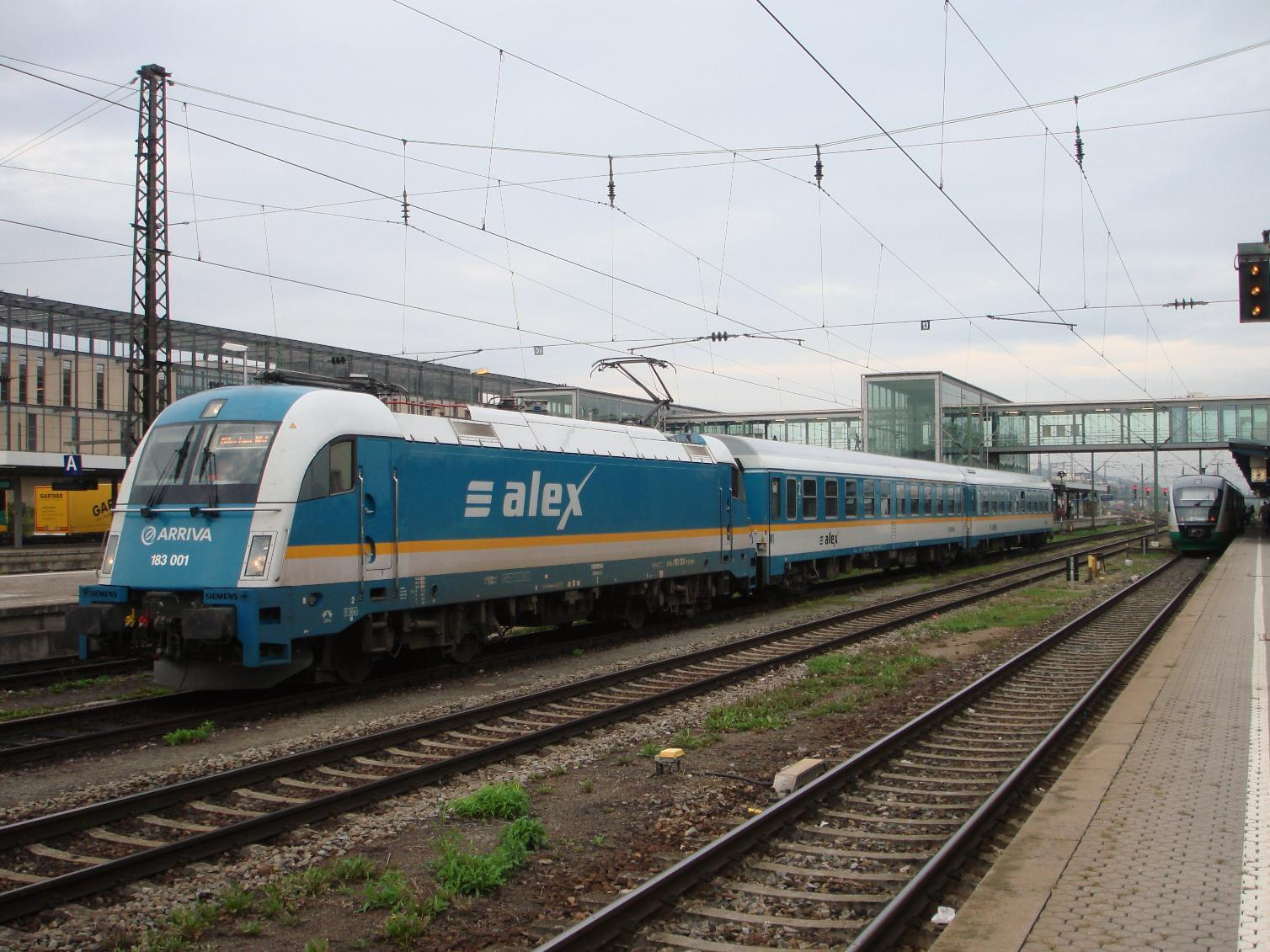
Az Arriva-Länderbahn-Express a Regensburg Hauptbahnhofon

Ez a lista a németországi vasúttársaságok nevét tartalmazza.

## Vasúti üzemeltetők Németországban

### Személyszállító (és teherszállító) vállalatok
- DB AG - Deutsche Bahn AG (Die Bahn)
- ABELLIO - Abellio Rail NRW GmbH
- ABG - Anhaltische Bahn Gesellschaft mbH
- AKN - Altona-Kaltenkirchen-Neumünster Eisenbahn AG
- ALEX - Arriva-Länderbahn-Express
- AVG - Albtal-Verkehrs-Gesellschaft mbH
- BBG - Bahnbetriebsgesellschaft Stauden mbH
- BKD - Borkumer Kleinbahn und Dampfschiffahrt GmbH
- BLB - Berchtesgadener Land Bahn
- BLB - Burgenlandbahn GmbH
- BayOB - Bayerische Oberlandbahn GmbH
- BOB - Bodensee-Oberschwaben-Bahn GmbH
- BSB - Breisgau-S-Bahn-Gesellschaft
- BSEG - Brohltal Schmalspur-Eisenbahn Betriebs-GmbH
- BZB - Bayerische Zugspitzbahn AG
- Cantus - Cantus Verkehrsgesellschaft
- CB - Centralbahn AG
- CBC - City Bahn Chemnitz GmbH
- Chiemseebahn
- CS - Connex Sachsen GmbH (Veolia Verkehr)
- DBG - Döllnitzbahn GmbH
- Drachenfelsbahn - Bergbahnen im Siebengebirge AG
- EGB - DBAG Erzgebirgsbahn
- EIB - Erfurter Bahn GmbH
- Eurobahn - Keolis S.A.
- EVB - Eisenbahnen und Verkehrsbetriebe Elbe-Weser GmbH
- FEG - Freiberger Eisenbahngesellschaft mbH
- FKE - Frankfurt-Königsteiner Eisenbahn AG (now HLB Basis)
- GVG - Georgs-Verkehrs-GmbH
- HEX - HarzElbeExpress (Veolia Verkehr Sachsen-Anhalt GmbH)
- HLB Basis - Hessische Landesbahn GmbH
- HSB - Harzer Schmalspurbahnen
- HTB - Hellertalbahn GmbH
- HzL - Hohenzollerische Landesbahn AG
- IL - Inselbahn Langeoog
- KHB - DBAG Kurhessenbahn
- KML - Kreisbahn Mansfelder Land GmbH
- MBB - Mecklenburgische Bäderbahn Molli GmbH&Co.
- ME - metronom Eisenbahngesellschaft mbB
- MeBa - Mecklenburg Bahn GmbH
- NB - NordseeBahn
- NBE - Nordbahn Eisenbahngesellschaft mbH
- NEB - Niederbarnimer Eisenbahn
- NEG - NEG Niebüll mbH (former NVAG)
- NOB - Nord-Ostsee-Bahn
- NWB - NordWestBahn
- OBS - DBAG Oberweißbacher Berg- und Schwarzatalbahn
- ODEG - Ostdeutsche Eisenbahn GmbH
- OEG - Oberrheinische Eisenbahngesellschaft AG
- OLA - Ostseeland Verkehr GmbH (former MeBa/OME)
- OPB - Oberpfalzbahn
- OSB - Ortenau-S-Bahn
- PEG - Prignitzer Eisenbahn Arriva AG
- RBG - Regental Bahnbetriebe GmbH ("Länderbahn")
- RBK - Regionalbahn Kassel GmbH
- Regio-Bahn GmbH
- RHB - Rhein-Haardtbahn GmbH
- RNV - Rhein-Neckar-Verkehr GmbH
- RTB - Rurtalbahn GmbH & Co. KG (former DKB)
- RüBB - Rügensche BäderBahn (former Rügensche Kleinbahn GmbH & Co.)
- RV - Rhenus Veniro GmbH & Co. KG
- Saarbahn GmbH
- S-Bahn Berlin GmbH
- SBB - Schweizerische Bundesbahn GmbH
- SBE - Sächsisch-Böhmische Eisenbahn
- SDG - Sächsische Dampfeisenbahn Gesellschaft mbH (former BVO Bahn)
- SHB - Schleswig-Holstein-Bahn GmbH
- SHG - S-Bahn Hamburg GmbH
- SOB - DBAG SüdOstBayernBahn
- SOEG - Sächsisch-Oberlausitzer Eisenbahngesellschaft mbH
- STB - Süd-Thüringen Bahn
- STE - Strausberger Eisenbahn GmbH
- SWEG - Südwestdeutsche Verkehrs AG
- TDR - trans regio Deutsche Regionalbahn GmbH
- TE - Trossinger Eisenbahn
- UBB - Usedomer Bäder-Bahn
- VBG - Vogtlandbahn GmbH
- VBK - Verkehrsbetriebe Karlsruhe GmbH
- vectus - Vectus Verkehrsgesellschaft
- VIAS - VIAS GmbH (Odenwald-Bahn)
- WB - WestfalenBahn
- WEBA - Westerwaldbahn GmbH
- WEG - Württembergische Eisenbahngesellschaft
- Wendelsteinbahn GmbH
- WFB - DBAG WestFrankenBahn

### Csak teherszállító vállalatok
- ABE - Ankum-Bersenbrücker Eisenbahn
- AH - Aschaffenburger Hafenbahn
- AHG - AHG Handel & Logistik GmbH
- AL - Augsburger Localbahn GmbH
- BASF - Badische Anilin- und Soda-Fabrik AG
- BCB - Bayerische CargoBahn GmbH
- BE - Bentheimer Eisenbahn AG
- BEG - Bocholter Eisenbahn-Gesellschaft
- Bremische Hafeneisenbahn
- BSM - Bahnen der Stadt Monheim GmbH
- BTE - Bremen-Thedinghauser Eisenbahn GmbH
- CFL - CFL Cargo Deutschland
- CLG - Chemion Logistik GmbH - Bahnbetriebe
- CRG - Cargo Rail GmbH
- DE - Dortmunder Eisenbahn GmbH
- DHE - Delmenhorst-Harpstedter Eisenbahn GmbH
- DPR - Duisport Rail
- DRE - Deutsche Regional Eisenbahn GmbH
- EEB - Emsländische Eisenbahn GmbH
- EGP - Eisenbahn Gesellschaft Potsdam mbH
- EH - Eisenbahn und Häfen GmbH
- EKO TRANS - EKO Transportgesellschaft mbH
- ELC - EuroLux Cargo
- EMN - Eisenbahnbetriebe Mittlerer Neckar GmbH
- GET - Georgsmarienhütten-Eisenbahn und Transport GmbH
- HBSK - Hafen und Bahnbetriebe der Stadt Krefeld
- HFM - Hafen Frankfurt Management Gesellschaft mbH
- HGK - Häfen und Güterverkehr Köln AG
- HHPI - Heavy Haul Power International
- HTB - Hörseltalbahn GmbH
- Hupac Deutschland GmbH
- HVLE - Havelländische Eisenbahn AG (former OHE-Sp)
- IGB - Industriebahn-Gesellschaft Berlin
- Ilm - Ilmebahn GmbH
- ILIS - InfraLeuna Infrastruktur und Service GmbH
- ITB - ITB Industrietransportgesellschaft mbH
- KSW - Kreisbahn Siegen-Wittgenstein GmbH
- MB - Moselbahn GmbH
- MEG - Mitteldeutsche Eisenbahn Gesellschaft
- MEG - Märkische Eisenbahngesellschaft GmbH
- MKB - Mindener Kreisbahnen GmbH
- NbE - Nordbayerische Eisenbahn GmbH
- NE - Neusser Eisenbahn
- NESA - Neckar-Schwarzwald-Alb Eisenbahnverkehrsgesellschaft mbH
- NIAG - Niederrheinische Verkehrsbetriebe AG
- NME - Neukölln-Mittenwalder Eisenbahn-Gesellschaft AG
- NWC - NordWestCargo
- OHE - Osthannoversche Eisenbahnen AG
- R4C - rail4chem Eisenbahnverkehrschaft mbH
- RAG - Bahn- und Hafenbetriebe der Ruhrkohle AG GmbH
- RBB - Regiobahn Bitterfeld-Berlin GmbH
- RLG - Regionalverkehr Ruhr-Lippe GmbH
- RME - Röbel/Müritz Eisenbahn GmbH
- RPE - R.P. Eisenbahngesellschaft mbH
- RRL - Rhenus Rail Logistics (former BGW)
- RSE - RSE Cargo GmbH
- RSVG - Rhein-Sieg Verkehrsgesellschaft mbH
- RVM - Regionalverkehr Münsterland GmbH
- SG - LHG Service-Gesellschaft mbH
- SK - Seehafen Kiel GmbH & Co. KG
- ST - Stahlwerk Thüringen (Grupo Alfonso Gallardo)
- TWE - Teutoburger Wald-Eisenbahn Gesellschaft
- TXL - TXLogistik
- VBE - Verkehrsbetriebe Extertal GmbH (Extertalbahn)
- VEB - Vulkan-Eifel-Bahn Betriebsgeselllschaft mbH
- VEV - Vorwohle-Emmerthaler Verkehrsbetriebe GmbH
- VGH - Verkehrsbetriebe Grafschaft Hoya GmbH
- VLO - Verkehrsgesellschaft Landkreis Osnabrück GmbH
- VPS - Verkehrsbetriebe Peine-Salzgitter GmbH
- VWE - Verden-Walsroder Eisenbahn GmbH
- WerBH - Werne-Bockum-Höveler Eisenbahn
- WHE - Wanne-Herner Eisenbahn und Hafen GmbH
- WLE - Westfälische Landeseisenbahn GmbH
- WR - Wincanton Rail GmbH (former Unisped Spedition und Transport GmbH)

### Vasútépítő vállalatok
- AMP - AMP Bahnlogistik GmbH
- ARCO - ARCO Transportation GmbH
- BBB - Bayern Bahn Betriebsgesellschaft
- Bothe Gleisbau GmbH
- BUG Verkehrsbau AG
- DBG - DB Gleisbau GmbH
- DBNI - DB Netz Instandsetzung (former DB Bahnbau)
- D&D - Dehn&Dehn Eisenbahngesellschaft mbH
- DGT - Deutsche Gleis und Tiefbau GmbH
- DLG - Die-Lei GmbH
- EBW - Eisenbahnbewachungs GmbH, NL Cargo
- EfW - EfW-Verkehrsgesellschaft mbH
- GSG - GSG Knape Gleissanierung GmbH
- HGB - Hessische Güterbahn GmbH
- ITL - Import Transport Logistik GmbH
- LDS - Logistik Dienstleistungen Service GmbH
- LEG - Leipziger Eisenbahn-Gesellschaft mbH
- LGS - Lokomotion Gesellschaft für Schienentraktion mbH
- Lotrac - Lotrac Eisenbahnverkehrsunternehmen GmbH
- LWB - Lappwaldbahn
- MWB - Mittelweserbahn
- PBSV - PBSV Verkehrs-GmbH Magdeburg
- PRESS - Eisenbahnbau- und Betriebsgesellschaft Preßnitztalbahn mbH
- RBG - Rennsteigbahn GmbH & Co. KG
- RE - Rheinische Eisenbahn GmbH
- SLG - Spitzke Logistik GmbH
- STRABAG - STRABAG SE
- TLG - Transport und Logistik GmbH
- TSD - Transport-Schienen-Dienst GmbH
- WAB/EBG - Westfälische Almetalbahn GmbH
- Wiebe Gleisbau GmbH
- ZGG - Zürcher Gleisbau GmbH

### Járműveket bérbeadó vállalatok
- ALS - Alstom Lokomotiven Service GmbH
- AT - Angel Trains (former Locomotion Capital)
- CB - CB Rail (former Porterbrook)
- ESG - Eisenbahn-Service-Gesellschaft
- GG - Gleiskraft GmbH (former EBM)
- Lokpool - Lokpool Verwaltungsgesellschaft mbH & Co Vermietungs KG
- LSG - Locomotion Service GmbH
- MRCE - MRCE Dispolok GmbH
- RAR Eisenbahn Service AG
- Veolia - Veolia Transport Deutschland